# Jodelet
Jodelet, właśc. Julien Bedeau (ur. 11 sierpnia 1586 w Angers, zm. 26 marca 1660 w Paryżu) – francuski aktor komediowy, członek zespołu Teatru Marais, a pod koniec życia zespołu Moliera.

## Ważniejsze role
- Kliton, służący Doranta, w Kłamcy Pierre’a Corneille’a (1642);
- Kliton, służący Doranta, w Ciągu dalszym kłamcy Pierre’a Corneille’a (1643);
- Jodelet w Jodelet ou le Maître valet Scarrona (1645);
- Jodelet w Jodelet duelliste Scarrona (1646);
- Jodelet w Jodelet astrologue D’Ouville'a (1646);
- Jodelet w Jodelet prince Thomasa Corneille’a (1646);
- Jodelet w Deniaisé Gilleta de la Tessonnerie'a (1647);
- Wicehrabia de Jodelet, sługa du Croisy'ego, w Pociesznych wykwintnisiach (18 listopada 1659).